# Bassboxxx
Bassboxxx – niemiecka wytwórnia płytowa założona w 1998 r. przez King Orgasmus One. Do wytwórni należą: Frauenarzt, King Orgasmus One, MOK, MC Basstard, MC Bogy i Mach One. Jest jedną z najbardziej kontrowersyjnych wytwórni płytowych w Niemczech. Na jej koncie znajduje się około 30 płyt.